# Eupithecia coloradensis
Eupithecia coloradensis es una especie de polilla de la familia Geometridae. La especie fue descrita por primera vez por George Duryea Hulst habiendo sido descrita en 1896, con distribución en América del Norte. El holotipo de la especie fue descrita en James Springs, Nuevo México y los montes de Black Valley, parte de la Cordillera Azul en Carolina del Norte.  La envergadura es de unos 14 a 19 milímetros (0,6 a 0,7 plg).

## Distribución
E. coloradensis se encuentra en América del Norte desde el oeste de Quebec y el oeste de Ontario al sur hasta Carolina del Norte, al oeste hasta Nuevo México, Arizona, Colorado y el sureste de Alberta.